# Alkoholverbot im Islam

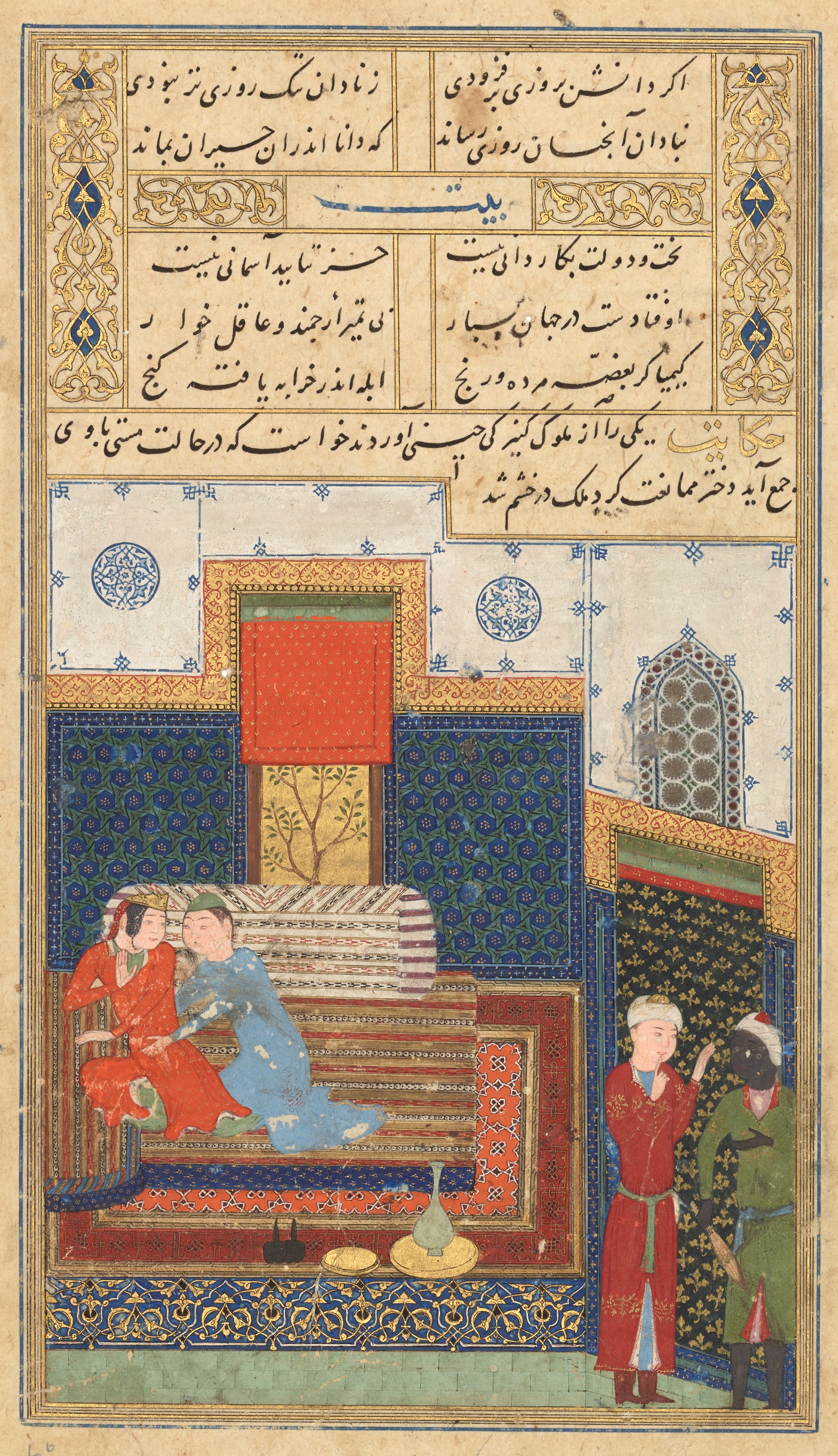
Ein Prinz im Alkoholrausch belästigt eine chinesische Maid. Muslimische Miniatur aus dem Golestan des Saadi (Herat, 1427)

Der Konsum von Alkohol gilt sowohl im sunnitischen als auch im schi'itischen Islam und in allen Rechtsschulen als haram (verboten). Diese Haltung ist auf die in traditionellen Kreisen des Islams gebräuchliche Abrogation koranischer Bestimmungen zurückzuführen.

## Alkoholkonsum und -verbot im Koran
Vier Koranverse (aya) befassen sich explizit mit dem Alkoholkonsum bzw. -verbot: 

„Und (wir geben euch) von den Früchten der Palmen und Weinstöcke (zu trinken), woraus ihr euch einen Rauschtrank macht, und (außerdem) schönen Unterhalt. Darin liegt ein Zeichen für Leute, die Verstand haben.“

„Man fragt dich nach dem Wein und dem Losspiel. Sag: In ihnen liegt eine schwere Sünde. Und dabei sind sie für die Menschen (auch manchmal) von Nutzen. Die Sünde, die in ihnen liegt, ist aber größer als ihr Nutzen. Und man fragt dich, was man spenden soll. Sag: Den Überschuss (von dem, was ihr besitzt)! So macht Gott euch die Verse klar. Vielleicht würdet ihr nachdenken.“

„Ihr Gläubigen! Kommt nicht betrunken zum Gebet, ohne vorher (wieder zu euch gekommen zu sein und) zu wissen, was ihr sagt!“

„Ihr Gläubigen! Wein, das Losspiel, Opfersteine und Lospfeile sind (ein wahrer) Greuel und Teufelswerk. Meidet es! Vielleicht wird es euch (dann) wohl ergehen.“

 Das stufenweise erfolgte Verbot des Alkoholkonsums, vom mekkanischen Vers 16:67 bis zum spätmedinensischen Vers 5:90 stellt die Koranexegese in der oben geschilderten Chronologie der Offenbarung dar. Die Koranverse bestätigen, dass zur Zeit Mohammeds Handel mit Wein chamr / خمر / ḫamr getrieben wurde und ihn seine muslimischen Zeitgenossen (sahaba) als berauschendes Getränk genossen haben. Auch Hartmut Bobzin weist aufgrund Sure 4:43 darauf hin, dass ein absolutes Alkoholverbot im Islam im Koran nicht von Anfang an bestanden haben kann und verweist dabei auch darauf, dass Wein in Sure 16:67 (ebenso wie der Honig) als eine der guten Gaben Gottes genannt ist (16,67). Das Verbot, in der Trunkenheit zu beten (Sure 4:43), ist wahrscheinlich erst im vierten Jahr nach der Auswanderung in Medina entstanden. Im Paradies werden den Gläubigen u. a. auch „Bäche mit Wein“ (Sure 47:15) versprochen, der laut Korankommentatoren allerdings keine berauschende Wirkung haben soll. Erst die jüngste der oben genannten Verse (Sure 5:90) führt zum Verbot des Alkoholkonsums. Die koranische Ausdrucksweise ridschs / رجس / riǧs / ‚Gräuel, Schmutz, unrein‘ bzw. amal asch-schaitan / عمل الشيطان / ʿamal aš-šaiṭān / ‚Teufelswerk‘ unterstreicht den Verbotscharakter dieses Verses. In der traditionellen islamischen Rechtswissenschaft hat sich die Abrogation eingebürgert, wonach im Falle sich widersprechender Suren die später aufkommenden Suren frühere „aufheben“. Folgt man – wie dies bei einer konservativen Koranauslegung geschieht – dieser Auffassung, so sind die älteren, oben genannten Offenbarungen durch Vers 5:90 (nāsich) abrogiert (mansūch), also gewissermaßen überlagert. Die Abrogationslehre stieß innerhalb des Islam jedoch immer wieder auf Ablehnung, weswegen das Alkoholverbot von liberalen Kreisen häufig abgelehnt wird. Bemerkenswerterweise wird in den Versen, die häufig als striktes Alkoholverbot interpretiert werden (2:219, 5:90), der Konsum von Wein stets im Zusammenhang mit dem Losspiel (maisir) genannt. Bobzin hebt deswegen hervor, dass sich diese Verse nicht als strenges Alkoholverbot interpretieren lassen, sondern vielmehr die Begleitumstände gemeint seien. Demnach ist das übermäßige („Wollt ihr denn nicht aufhören?“, 5:91) Glücksspiel, präziser das Losspiel, begleitet von heidnischen Bräuchen (Opfersteine), angeheizt durch den Konsum von Wein gemeint. Durch diese kontextbezogene Auslegung von Sure 5:90 entfällt auch der scheinbare Widerspruch zwischen den oben genannten Versen, sodass auf die Abrogation verzichtet werden kann. Denn die meisten Muslime gehen davon aus, dass der Koran das Wort Gottes wortwörtlich, d. h. unverfälscht enthält. Widersprüche würden daher ein theologisches Problem darstellen. Unter Verzicht auf Abrogation und indem Sure 5:90 nicht als striktes Verbot von Wein, sondern nur als Verbot im Kontext von Glücksspiel interpretiert wird, ergibt sich folgendes Bild: Der Koran zeigt auf, dass der Gläubige zwar nicht betrunken zum Gebet kommen soll (4:43), Wein aber zu den guten Gaben der Schöpfung gehört (16:67), der im Zusammenhang mit dem Losspiel mehr Nach- als Vorteile hat (2:219) und das Losspiel und der damit verbundene Alkoholkonsum somit unbedingt zu meiden ist (5:90).

## Alkoholverbot in der Traditionsliteratur

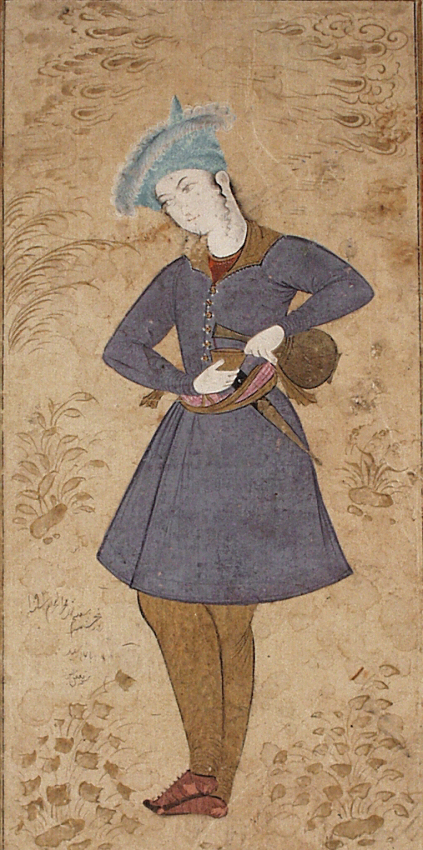
Ein Junge schenkt Wein ein. Persische Miniaturmalerei von Muʿin Musawwir, Isfahan 1682

Der koranische Begriff „chamr“ bezieht sich zunächst auf die in der Gegend von Mekka, Medina und Taif bekannten alkoholischen Getränke aus Weintrauben, den dort angebauten Dattelsorten und Feigen. In der frühen Traditionsliteratur bezeichnet man alle berauschenden Getränke („muskir“) als „chamr“ und folgt dem Mohammed beigelegten Spruch „jedes Getränk, das berauscht, ist verboten“ und „alles, was berauscht, ist ,chamr‘ (Wein)“. Das Alkoholverbot wird sowohl in den kanonischen Hadithsammlungen, in den Kapiteln über Getränke, als auch in eigens für das Alkoholverbot gewidmeten monographischen Abhandlungen, überwiegend unter dem Titel Kitāb al-aschriba / كتاب الأشربة / Kitāb al-ašriba / ‚Buch über Getränke‘ eingehend dargestellt. Die bekannteste Sammlung zu diesem Thema geht auf den irakischen Gelehrten Ahmad ibn Hanbal zurück. Grundsätzlich gilt in allen Rechtsschulen die auf Mohammed zurückgeführte und sowohl in den Hadith- als auch in den Rechtsbüchern zitierte Norm: „das, was in großen Mengen berauscht, davon ist auch eine kleine Menge verboten.“ Somit ist nicht erst die Trunkenheit, sondern schon der Konsum kleinster Mengen berauschender Getränke verboten und somit strafbar.
Es sind mehrere Traditionen aus den kanonischen Hadithsammlungen überliefert, die für wiederholtes Trinken die Todesstrafe vorsehen. Im Kitāb al-hudūd von Abū Dāwūd as-Sidschistānī heißt es:
Wenn sie Wein trinken, peitscht sie. Wenn sie nochmal trinken, peitscht sie. Wenn sie nochmal trinken, tötet sie!
Jedoch findet sich im Koran selbst hierzu kein Vers, der eine derartige Strafe nach dem Konsum von Wein vorsehen würde.

## Alkoholgenuss in Notsituationen
Die für die islamische Jurisprudenz spezifische Rechtskategorie der Darūra/Idtirar ضرورة, اضطرار / ḍarūra, iḍṭirār, d. h. die Beachtung der Zwangslage, in der Verbotenes für erlaubt erklärt werden kann, ist im Zusammenhang mit dem koranisch verbotenen Alkoholgenuss schon sehr früh diskutiert worden. Wann jedoch die Überschreitung einer Rechtsnorm und die Ignorierung des Verbotes möglich ist, wird in den islamischen Rechtsschulen unterschiedlich beurteilt.
Diese Rechtskategorie ist schon im Frühislam im Zusammenhang mit der Heilung von Krankheiten angewendet worden; ihre Gegner griffen dabei auf die angebliche Aussage des Gefährten Mohammeds Abd Allah ibn Mas'ud zurück, der gesagt haben soll:
Gott hat eure Genesung nicht in einem (Mittel) bestimmt, was er euch verboten hat. 
Den Spruch hat man in seinen Varianten auch auf den Propheten Mohammed zurückgeführt, wie dies z. B. im oben genannten „Buch über Getränke“ von Ahmad ibn Hanbal (Nr. 159) dokumentiert ist.
Das kompromisslose Verbot von Alkoholika und Narkotika mit berauschendem Charakter ist in allen Rechtsschulen von der frühesten Zeit an zu beobachten. Dennoch gab es auch Ausnahmen: der Schafiitische Fachr ad-Din ar-Razi († 1209) legalisiert die Behandlung mit Alkoholika, weil dabei nur eine kleine Menge konsumiert wird, die an sich nicht berauscht. „Der Verkauf und die Einnahme von Haschisch sind rechtlich nicht zulässig“ – heißt es in einer Fatwa aus der Türkei – „außer zur Behandlung eines Kranken“ und „der Verkauf von esrār (Drogen) zur Anwendung als Medikament bei einigen Krankheiten ist rechtlich zulässig.“
Die Vermischung des Weines (chamr) mit Medikamenten hat schon der hanafitische Gelehrte as-Sarachsi († 1090) in seinem Rechtskompendium „al-Mabsut“ legalisiert, wenn die alkoholischen Bestandteile in der Mischung nicht überwiegen.

## Alkoholkonsum in der islamischen Welt

Alkoholersterwerbsalter (weltweit):
illegal
25 Jahre
21 Jahre
20 Jahre
19 Jahre
18 Jahre
17 Jahre
16 Jahre
15 Jahre und jünger
Unbekannt/keine Daten/nicht reguliert
Bei Kombinationen aus 2 Farben treffen beide Beschränkungen zu, jedoch variieren sie je nach Ort des Verkaufs oder der Höhe des Alkoholgehalts.

In der islamischen Frühzeit verfolgten besonders die vier Rechtgeleiteten Kalifen den Alkoholkonsum. Ansonsten verurteilten zwar die islamischen Gelehrten Alkohol und ebenso Musik als ungesetzlich, die tatsächliche Macht als oberste Verwalter übten jedoch die Kalifen aus, von denen sich viele einem ungezwungenen Hofleben mit reichlich Wein, Musik und Singmädchen (Qaina) hingaben. Wie die Gesetze in der Praxis umgesetzt wurden, hing daher stark von der Einstellung des jeweiligen Herrschers ab. Unter dem Abbasidenkalifen al-Mutawakkil 'alā 'llāh († 861) erreichte die höfische arabische Musikkultur einen Höhepunkt in Verbindung mit ausgelassenen Feiern.
Ein strenges Alkoholverbot hat sich auch später in der islamischen Welt niemals wirklich durchsetzen lassen. Das koranische Verbot wurde mit dem Hinweis umgangen, dass Alkoholika aus Stutenmilch, Datteln und Korn damit nicht erfasst seien. Insbesondere im Osmanischen Reich wechselten sich Phasen strikter Prohibition mit solchen einer mehr pragmatischen Sichtweise ab. Süleyman der Prächtige etwa ließ 1560 auf dem Goldenen Horn mit Wein beladene Schiffe versenken; 1613 erließ Sultan Ahmed I. ein umfassendes Weinverbot. Der Schriftsteller Ahmed Rasim (1826–1897) schreibt hingegen in seinen Erinnerungen, dass sich die städtische Jugend Istanbuls nur in den Monaten Ramadan und Muharram an das Alkoholverbot hielt, und auch dann oft nur, wenn man anderntags Friedhöfe oder Mausoleen zu besichtigen gedachte. Im Übrigen unterschied man schon früh zwischen dem – bisweilen mit Nachsicht bedachten „Genusstrinker“ (akşamci) und dem „Gewohnheitstrinker“ (gündüzcü) und befasste sich auch eingehend mit dem „rechten Maß“, also der akzeptablen Tagesmenge an Raki (gıda).
Heute ist in wenigen islamischen Ländern die Prohibition so streng, dass alkoholische Getränke nur illegal erworben werden können. Hierzu zählen Saudi-Arabien, Kuwait, Iran, Sudan und Mauretanien. In Pakistan ist das Erwerben von Alkohol seit 1977 nur Nicht-Muslimen gestattet, was aber oft umgangen wird. Dagegen wird Wein unter anderem in Marokko, Algerien, Tunesien, Ägypten, Jordanien, der Türkei und dem Libanon produziert und konsumiert.
Der Konsum von Alkohol ist in muslimisch geprägten Staaten unterschiedlich ausgeprägt. Besonders weit verbreitet ist der Konsum nicht nur in den ehemaligen Sowjetrepubliken Kasachstan, Kirgisistan, Turkmenistan, Tadschikistan und Usbekistan, in denen auch eine bedeutende christliche Minderheit lebt; sondern auch in der laizistischen Türkei sowie in den Balkanstaaten Albanien und Bosnien-Herzegowina. In vielen arabischen Staaten ist der Alkoholkonsum hingegen deutlich geringer (mit Ausnahme des zum Teil christlich geprägten Libanons und touristisch geprägten Staaten wie den Vereinigten Arabischen Emiraten) oder teilweise ganz verboten.
Weintrinken (schurb al-chamr) gehört im islamischen Strafrecht zu den Hadd-Strafen. Es unterliegt je nach Rechtsschule verschiedenen Strafen – so kann der Alkoholkonsum mit 40 bis 80 Peitschenhieben oder, zum Beispiel im Iran, als Wiederholungstat, sogar mit dem Tode bestraft werden.